# Nathalie Santamaria
Nathalie Santamaria (* 1973 in Ajaccio, Korsika) ist eine französische Sängerin.

## Leben
Sie studierte Klavier und Gesang am Nationalen Konservatorium in Nizza.
1995 vertrat sie Frankreich beim Eurovision Song Contest mit dem Lied Il me donne rendez-vous, geschrieben und komponiert von Didier Barbelivien und François Bernheim. Mit 94 Punkten erreichte sie den vierten Platz.

## Alben
- Entre Rêve Et Réalités (13. Februar 1997)